# Benediktinerinnenkloster Valognes
Das Benediktinerinnenkloster Valognes (französisch: Abbaye Notre-Dame de Protection de Valognes) ist eine Abtei der Benediktinerinnen in Valognes im Bistum Coutances in Frankreich.

## Geschichte
Das 1623 in Cherbourg gegründete Kloster Notre-Dame de Protection (deutsch: Maria Schutz) der Benediktinerinnen wurde 1631 nach Valognes verlegt und dort 1646 königliche Abtei. Nach der Vertreibung durch die Französische Revolution im Jahre 1792 und der Umwandlung des Klostergebäudes in ein Krankenhaus konnten die Benediktinerinnen 1811 ihr Klosterleben im ehemaligen Kapuzinerkloster wieder aufnehmen. Die 1944 durch Bomben zerstörten Gebäude wurden von 1955 bis 1957 durch den Architekten Jacques Prioleau (1921–2005) wieder aufgebaut. Als sehenswert gelten die Kirchenfenster von Léon Zack. 1956 wurde das Kloster wieder zur Abtei erhoben. Es gehört seit 1953 zur Kongregation von Subiaco und Montecassino.
Derzeit zählt der Konvent 33 Nonnen.

### Handbuchliteratur
- Gallia Christiana 11, Spalte 934.
- Laurent Henri Cottineau: Répertoire topo-bibliographique des abbayes et prieurés. Bd. 2. Protat, Mâcon 1939–1970. Nachdruck: Brepols, Turnhout 1995. Spalte 3290.
- Philippe Méry: Abbayes, prieurés et couvents de France. Editions du Crapaud, La Roche-sur-Yon 2013, S. 371.